# Karl Magnus Satre
Karl Magnus Satre (* 6. Februar 1904 in Trysil/Norwegen; † 14. Januar 1955 in Sharon, im US-Bundesstaat Connecticut) war ein US-amerikanischer Wintersportler.
Er nahm gemeinsam mit seinem Bruder Paul Ottar Satre bei den Olympischen Winterspielen 1936 in Garmisch-Partenkirchen an verschiedenen Wettkämpfen der Disziplin Ski Nordisch teil.
Beim Langlauf erreichte er über 18 km den 34. Platz, beim 50-km-Lauf den 18. Platz und mit der US-Staffel beim 4 × 10-km-Lauf den 11. Platz. In der Nordischen Kombination erreichte er den Platz 27.